# Rubus newtonii
Rubus newtonii är en rosväxtart som beskrevs av Ballantyne. Rubus newtonii ingår i släktet rubusar, och familjen rosväxter. Inga underarter finns listade i Catalogue of Life.